# 836 (číslo)
Osm set třicet šest je přirozené číslo, které následuje po čísle osm set třicet pět a předchází číslu osm set třicet sedm. Římskými číslicemi se zapisuje DCCCXXXVI.

## Matematika
836 je:
- Abundantní číslo
- Šťastné číslo
- Nepříznivé číslo

## Astronomie
- (836) Jole je planetka hlavního pásu, kterou objevil v roce 1916 Max Wolf

## Roky
- 836
- 836 př. n. l.